# Welf IV.
Welf IV., bavarski vojvoda (kot Welf I.), * 1030/1040, † 8. ali 9. november 1101, Pafos na Cipru.
Welf IV. je četrti po štetju v rodbini Welfov. Leta 1070 ga je nemški kralj Henrik IV. imenoval za bavarskega vojvodo. Ker se je pridružil nasprotnikom kralja, ki so izvolili protikralja Rudolfa Rheinfeldškga, mu je Henrik IV. leta 1077 odvzel vojvodino ter ga izobčil iz pravnega reda. Welf se je odtlej s somišljeniki boril proti kralju in njegovim pristašem. Bil je dejaven igralec v investiturnem sporu. Leta 1096 sta tako Henrik IV. kot Welf ugotovila, da bo koristilo obema, če se pobotata; kralj je preklical izobčenje in Welfu vrnil vojvodino. Welf IV. je umrl na povratku s križarskega pohoda. Nasledil ga je sin Welf V.

## Poreklo in vzpon na oblast
Welf IV. je bil sin milanskega mejnega grofa Alberta Azza II. d'Este (†1097) in Kunigunde, sestre koroškega vojvode Welfa III. (†1055). Po očetovi strani je bil torej član rodbine Este, po materini pa naslednik rodbine Welf in edini dedič welfskih posesti na Švabskem, v Retiji in na Bavarskem
Welf IV. se je leta 1062 poročil s hčerko bavarskega vojvode Otona Northeimskega (†1083), tedaj dvanajstletno Ethelindo. Leta 1070 je bil Oton Northeimski obdolžen sodelovanja v zaroti proti kralju. Henrik IV. ga je izobčil iz pravnega reda in mu odvzel vojvodino Bavarsko. Tedaj je Welf IV. poslal Ethelindo, s katero nista imela otrok, domov k očetu. Za božič istega leta mu je kralj podelil nasledstvo v Bavarski, vojvodini njegovega nekdanjega tasta, Welf pa se je ponovno poročil, to pot z ovdovelo Judito Flandrijsko.

## Nasprotovanje kralju
Bavarci niso z veseljem sprejeli novega vojvode; bil je pač južnjak in kralj se o njegovi nastavitvi z njimi ni posvetoval. Pa tudi Welf ni kralju izkazoval velike hvaležnosti, kaj kmalu je začel simpatizirati s knezi, ki kralju niso bili naklonjeni. Welf ja s kraljem zadnjič sodeloval v bitki pri Homburgu (9. junija 1075) proti saškim upornikom in s svojimi četami prispeval h kraljevi zmagi. Ko pa se je razplamtel investiturni spor, je papeška stran v Welfu IV. našla enega svojih najbolj vnetih pristašev. K temu je prispevala tesna povezanost njegovega italijanskega očeta s papežem Gregorjem VII., ki je februarja 1076 izobčil Henrika IV., in pa Welfovo zavezništvo s švabskim vojvodo Rudolfom Rheinfeldškim.
Henrik IV. je s potjo v Kanoso pri papežu sicer dosegel preklic izobčenja, a uporni knezi se niso pustili zaustaviti. Welf IV. je februarja 1077 sodeloval v Ulmu na zarotniškem posvetu zgornjenemških vojvod in nekaterih škofov. 15. marca je v Forchheimu sledila izvolitev Rudolfa Rheinfeldškega za novega nemškega kralja - protikralja. Ko se je Rudolf po kronanju v Mainzu umaknil na Saško, sta Welf IV. in Bertold I. Zährinški, koroški vojvoda, skušala prevzeti varovanje njegove vojvodine Švabske.
Konec maja 1077 je Henrik IV. na državnem zboru v Ulmu odvzel upornim vojvodam (Rudolfu Švabskemu, Welfu I. Bavarskemu in Brertoldu I. Koroškemu) njihove vojvodine in jih izobčil iz pravnega reda.  Švabsko je dodeli palatinskemu grofu Frideriku Bürenskemu, začetniku rodbine Štaufovcev, Koroško Liutoldu Eppensteinskemu, Bavarsko pa je obdržal zase. Na zimskem pohodu je prisilil Ekkberta Formbaškega, skoraj edinega pristaša papeža in upornih vojvod med bavarskimi knezi, da je pobegnil na Ogrsko.
Novembra 1078 je Henrik IV. opustošil Welfova švabska ozemlja. To zimo se je Welf z vojsko umaknil na območje Chura v današnji Švici (Raetia Curiensis). Povezal se je z mladim Bertoldom II. Zährinškim, ki se je za Rudolfa Rheinfeldškega boril na Švabskem.
Welf IV. je tudi po smrt Rudolfa Rheinfeldškega (1080) nadaljeval boj proti kralju. Bil je glavni pobudnik za izvolitev novega protikralja, Hermana Salmskega. 11. avgusta 1081 je skupaj z njim in s švabskimi četami pri Höchstädtu premagal vojsko kraljevih bavarskih pristašev, predvsem bavarskega palatinskega grofa Kuna II. in vojvode Friderika I. Švabskega. Boji so se nadaljevali tudi v naslednjih letih, predvsem okrog kralju naklonjenega Augsburga, ki ga je Welf v začetku leta 1084 zavzel in oropal. Avgusta, potem ko se je Henrik (že kot cesar) vrnil iz Italije, se je iz mesta umaknil; štirinajst dni sta si stali ob Lechu nasproti njegova in cesarjeva vojska.
V letu 1086 so začeli Bavarci bolj podpirati Welfa. Skupaj z njimi in s protikraljem Hermanom je prizadejal Henrikovim četam pri Pleichfeldu boleč poraz (11. avgusta 1086). Welf sam in njegovi vitezi so stopili s konjev in se hrabro borili kot pešci. Welf je 12. aprila 1088 v naskoku ponovno vdrl v Augsburg, porušil mestne utrdbe in v ujetništvo odpeljal škofa Siegfrida.
Welfova trdovratnost je cesarja napeljala na misel, da bi ga bilo bolje napraviti za zaveznika. Vendar so bila pogajanja, ki so se začela za božič 1089 v Regensburgu in nadaljevala februarja 1090 v Speyerju, prekinjena, saj je med tem Welfov sin, sedmnajstletni Welf V., s posredovanjem papeža Urbana II. stopil v zakon z veliko starejšo in bogato italijansko grofico Matildo Toskansko, podpornico papežev.
Leta 1093, ko je bi cesar spet v Italiji, je Welf še tretjič zavzel Augsburg, kamor se je bil vrnil škof Siegfrid. Nato je šel z vojsko preko Alp v Italijo, da bi pomagal upornemu cesarjevemu sinu Konradu, ki se je tam skušal uveljaviti kot novi italijanski kralj. Za veliko noč 1094 se je udeležil sinode v Konstanci, ki jo je tam vodil papeški legat Gebhard.

## Pobotanje s cesarjem
Ko je propadla zakonska zveza Welfa V. z italijansko grofico, sta se oba Welfa, oče in sin, vrnila na Bavarsko (1095). Pogajanja s cesarjevimi pogajalci so se nadaljevala. Leta 1096 je cesar preklical izobčenje, ki ga je Welfu IV. izrekel leta 1077, in mu vrnil vojvodino Bavarsko, ta pa je cesarju odprl alpske prelaze, da se je lahko iz Italije vrnil v Nemčijo. 
Welf IV. je v zadnjih letih življenja še utrdil svojo oblast na Bavarskem. Po smrti očeta Alberta Azza II. (1097) je prišel v spor s polbratoma Fulkom in Hugom glede dedovanja italijanskih rodbinskih posesti; polbrata sta posesti hitro zasedla. Welf je ob pomoči oglejskega patriarha Ulrika in njegovega brata, koroškega vojvode Henrika III.,  še enkrat vdrl v Italijo in večino posesti zasedel. Kasneje sta si s Fulkom mirno razdelila imetje. 
Čeprav je bil že v letih, se je Welf IV. leta 1101 postavil na čelo prvega nemškega križarskega pohoda. Bil je že bolan, ko so prispeli v Jeruzalem. Na povratku je umrl v Pafosu na Cipru.
Welfa IV. je kot bavarski vojvoda nasledil sin Welf V.

## Družina
Welf IV. se je leta 1062 poročil s tedaj dvanajstletno hčerko Otona Northeimskega (†1083), Ethelindo († po 1075). Leta 1070 jo je poslal k očetu domov; bila sta brez otrok. Ethelinda se je potem ponovno poročila in rodila sina.
Kmalu za tem (1070/71) se je Welf IV. poročil drugič, z Judito Flandrijsko (†1094), hčerko flandrijskega grofa Baldvina IV. (†1035) in vdovo po angleško-saksonskem plemiču z imenom Tostig Godwinson. Imela sta tri otroke:
- Welf V. (1072/73 - 1120), bavarski vojvoda (kot Welf II.) ∞ 1089 Matilda Toskanska
- Henrik Črni (1074/75 - 1126), od 1120 bavarski vojvoda ∞ Vulfhilda (†1126), hči saškega vojvode Magnusa iz rodu Billungov.
- Kunica († 1120) ∞ grof Diessna Friderik Rocho.